# Hocine Ragued
Hocine Ragued (* 11. Februar 1983 in Paris) ist ein in Frankreich geborener tunesischer ehemaliger Fußballspieler.

## Karriere

### Verein
Hocine begann das Fußballspielen in der Türkei und wurde Profi in Frankreich bei Vereinen wie Paris Saint-Germain oder FC Gueugnon. Weitere Stationen führten in nach Belgien, Tschechien, zurück in die Türkei und nach Tunesien. Eine Saison in den Arabischen Emiraten beschloss seine Karriere.

### Nationalmannschaft
Ragued wurde über 50 mal in der tunesischen Fußballnationalmannschaft eingesetzt.